# Leonard Nimoy
Leonard Simon Nimoy (26. března 1931 Boston, Massachusetts – 27. února 2015 Los Angeles, Kalifornie) byl americký herec, filmový režisér, básník a fotograf, syn židovských přistěhovalců. Napsal také několik knih poezie, knih o fotografii a autobiografie I Am Not Spock (1975) a I Am Spock (1995) a natočil několik hudebních alb.
Po většinu své kariéry byl spjat se svojí nejznámější rolí, postavou Spocka ve sci-fi sérii Star Trek. Tohoto polovičního člověka a polovičního Vulkánce ztvárnil již v pilotní epizodě původního seriálu Star Trek s názvem „Klec“ (1965), jako hlavní postava poté hrál v seriálu až do jeho konce v roce 1969 (celkem tři sezóny). V letech 1973–1974 nadaboval Spocka v animovaném seriálu Star Trek, v letech 1979–1991 se jako Spock vyskytoval v šesti celovečerních startrekovských filmech. Roku 1991 hostoval ve dvojepizodě „Sjednocení“ navazujícího seriálu Star Trek: Nová generace. Naposledy se v roli Spocka objevil ve filmech Star Trek (2009) a Star Trek: Do temnoty (2013). Svůj hlas poskytl této postavě také ve videohrách (např. Star Trek Online). Sám režíroval filmy Star Trek III: Pátrání po Spockovi (1984) a Star Trek IV: Cesta domů (1986).
Kromě toho hrál v desítkách dalších filmů a seriálů, včetně např. animovaného snímku Atlantida: Tajemná říše (2001) nebo seriálu Hranice nemožného (2009–2012).
V roce 2014 mu byla diagnostikována chronická obstrukční plicní nemoc (CHOPN), následek kouření, se kterým přestal přibližně před 30 lety. Zemřel ve svém domově v losangeleské čtvrti Bel Air 27. února 2015 na komplikace spojené s CHOPN.
Má hvězdu na Hollywoodském chodníku slávy. Na jeho počest byla v roce 2015 také pojmenována planetka 4864 Nimoy, dříve dočasně označená jako 1988 RA5.